# Academy football Anges Verts
Maillots
AF Anges Verts est un club de football congolais, fondé en 2011, basé à Kinshasa, et qui évolue dans l'Illicocash Ligue 1.

## Histoire
AF Anges Verts est fondée en 2011, au nom de AF Jogari, par Innocent Kibundulu Kazadi, avocat au barreau de Kinshasa Matete. En 2012 l’équipe a pris part à la deuxième édition du tournoi Airtel Jeunes Talents. Et l’équipe a remporté la dite édition en révélant des jeunes prodiges comme Meschack Elia, Miché Mika ou Inonga Baka Henock. En 2014, lors du scission du DC Motema Pembe, l’AF Jogari avait été cédé pour une fusion avec FC Matiti Mabe, afin de crée le Olympique Club Renaissance du Congo. Ce club crée par le trio Mukuna, Musanganya et Nsingi, porte actuellement le nom de OC Renaissance du Congo. Le club est reparti sur des nouveaux fondements avec une nouvelle appellation en 2014.

### EPFKIN
Le 18 mai 2023 le club est sacrée champion de l’Entente provinciale de football de Kinshasa (EPFKIN), après avoir battu en final l'Inter Club de Kalamu. pendant la séance des tirs au but et est monte en Ligue 2.

### Ligue 2
La saison 2023-2024 a vu l’AF Anges Verts remporter le titre de champion de la Linafoot Ligue 2.

### Ligue 1
Le 6 octobre 2024 le club a joué son premier match en ligue 1, tenant en échec (1-1) le FC Les Aigles Du Congo. Daniel Isako Bweyenga a ouvert le score sur un service de Lisimo Ilonga.

## Personnalités historiques du club

### Joueurs emblématiques
- Meschack Elia

- Miché Mika

- Inonga Baka Henock

### Meilleurs buteurs en compétitions officielles
Le meilleur buteur de l'histoire de l'AF Anges Verts est Tony Talasi Madudu

### Présidents
- 2011-2014 :  Innocent Kibundulu Kazadi
- -2020 :  Albert Ekolomba[8]
- 2020- :   Aimé Kiala Kiala[8]

### Entraîneurs
- Yvon Kitenge[9]
- 2024 :  Robert Mwamba[10]
- 2024- :  Pathy Lokose[11]

### Organisation du club
- President : Aimé Kiala Kiala[8]
- vice president :
- Secrétaire sportif :  Mboyo
- Secrétaire sportif adjoint :
- Trésorier :
- Directeur de communication :  Akim Kakimisiko

#### Staff technique
- Entraineur : Pathy Lokose
- Entraineur adjoint :
- Entraineur des gardiens :

## Effectif
| N° | Nat.                                           | Poste | Nom du joueur            |
| -- | ---------------------------------------------- | ----- | ------------------------ |
| 1  | Drapeau de la république démocratique du Congo | G     | KALABA Jeancy (en)       |
| 2  | Drapeau de la république démocratique du Congo | G     | MPIA Ekulutshi (en)      |
| 4  | Drapeau de la république démocratique du Congo | D     | MALUMBI Dilumweni (en)   |
| 18 | Drapeau de la république démocratique du Congo | D     | GRADI Mukoko (en)        |
| 3  | Drapeau de la république démocratique du Congo | D     | LISIMO Ilonga (en)       |
| 12 | Drapeau de la république démocratique du Congo | D     | STANY Mokema (en)        |
| 2  | Drapeau de la république démocratique du Congo | M     | MAKWAKA Gaziala (en)     |
| 11 | Drapeau de la république démocratique du Congo | D     | GRADI Musema (en)        |
| 12 | Drapeau de la république démocratique du Congo | D     | JOEL Mpoyi (en)          |
| 13 | Drapeau de la république démocratique du Congo | D     | MFAKWA Malembe (en)      |
| 14 | Drapeau de la république démocratique du Congo | D     | KADIWAKU Miché (en)      |
| 15 | Drapeau de la république démocratique du Congo | M     | ASSANI Haiïpo (en) (cap) |

| No. | Nat.                                           | Position | Nom du joueur            |
| --- | ---------------------------------------------- | -------- | ------------------------ |
| 16  | Drapeau de la république démocratique du Congo | M        | LUMONANGA Nsoni (en)     |
| 17  | Drapeau de la république démocratique du Congo | M        | ISAKO Daniel (en)        |
| 18  | Drapeau de la république démocratique du Congo | M        | LUKALA Jordan (en)       |
| 19  | Drapeau de la république démocratique du Congo | M        | KATUNGULU Gradi (en)     |
| 20  | Drapeau de la république démocratique du Congo | M        | DIENA Lumbu Rudy (en)    |
| 22  | Drapeau de la république démocratique du Congo | M        | MPETI Fido (en)          |
| 23  | Drapeau de la république démocratique du Congo | M        | MONZANGA Jean (en)       |
| 24  | Drapeau de la république démocratique du Congo | A        | MBEMBA Mavana Leand (en) |
| 17  | Drapeau de la république démocratique du Congo | A        | LOKOY Afankoy (en)       |
| 11  | Drapeau de la république démocratique du Congo | A        | TALASI Madudu Tony (en)  |
| 7   | Drapeau de la république démocratique du Congo | A        | MBOMBO Moïse (en)        |